# 26 tháng 10
Ngày 26 tháng 10 là ngày thứ 299 (300 trong năm nhuận) trong lịch Gregory. Còn 66 ngày trong năm.

## Sự kiện
- 1863 – Hiệp hội Bóng đá Anh được thành lập tại Luân Đôn, là hiệp hội bóng đá lâu năm nhất trên thế giới.
- 1909 – Sát thủ dân tộc chủ nghĩa Hàn Quốc An Jung-geun bắn chết cựu Thủ tướng Nhật Bản, Thống giám Hàn Quốc Itō Hirobumi tại Cáp Nhĩ Tân, Đại Thanh.
- 1940 – Máy bay tiêm kích North American P-51 Mustang thực hiện chuyến bay đầu tiên, là một trong những kiểu máy bay nổi tiếng và được biết đến nhiều nhất trong các cuộc chiến tranh.
- 1942 – Trận chiến quần đảo Santa Cruz diễn ra.
- 1955 – Việt Nam Cộng hòa được thành lập trên cơ sở Quốc gia Việt Nam, thủ đô là thành phố Sài Gòn, tổng thống là Ngô Đình Diệm.
- 1956 – Ban hành Hiến pháp của Đệ Nhất Cộng hòa Việt Nam.
- 1967 – Mohammad Reza Pahlavi tiến hành nghi lễ đăng quang hoàng đế Iran, sau đó phu nhân của ông là Farah Pahlavi cũng đăng quang hoàng hậu.
- 1979 – Giám đốc Cơ quan tình báo quốc gia Hàn Quốc Kim Jae-kyu tiến hành ám sát Tổng thống Park Chung Hee, Choi Kyu-hah trở thành tổng thống.
- 2017– Lễ hỏa táng cố quốc vương Thái Lan Bhumibol Adulyadej.

## Sinh
- 1846 – Lewis Boss, nhà thiên văn học người Mỹ.
- 1883  – Napoleon Hill, tác giả người Mỹ.
- 1926 – Phạm Hà Thanh, Chuẩn tướng Quân lực Việt Nam Cộng hòa.
- 1947 – Hillary Clinton, nữ chính khách Mỹ.
- 1960 – Giuse Vũ Văn Thiên, Tổng giám mục Tổng giáo phận Hà Nội.
- 1986 - Duy Nhân, người mẫu và diễn viên người Việt Nam (m. 2015)
- 1990 – Bảo Thanh, nữ diễn viên Việt Nam.
- 1995 - Nakamoto Yuta, ca sĩ, thành viên NCT (nhóm nhạc).

## Mất
- 1824 – Nguyễn Phúc Chẩn, tước phong Thiệu Hóa Quận vương, hoàng tử con vua Gia Long (s. 1803).
- 1993 – Maurice Henry Dorman, đại diện Vương quốc Thịnh vượng chung (s. 1912)[1]
- 1996 – Hoàng phi Chí Lạc, thứ phi của vua Thành Thái (s. 1890).
- 1979 – Tổng thống Hàn Quốc Park Chung-hee, bị trưởng phòng tình báo Kim Jae-kyu giết (s. 1917).
- 2007 – Khun Sa, trùm ma túy (s. 1933)
- 2021 - Tổng thống Hàn Quốc Roh Tae-woo (s. 1932)

## Những ngày lễ và kỷ niệm
- Quốc Khánh Việt Nam Cộng Hòa (từ 1955 đến 1975).